# Gdynia Chylonia
Gdynia Chylonia – stacja kolejowa z peronem dla Szybkiej Kolei Miejskiej, leżąca w dzielnicy Chylonia.

## Ruch pasażerski
| Rok  | Wymiana roczna | Wymiana pasażerska na dobę | miejsce w Polsce |
| ---- | -------------- | -------------------------- | ---------------- |
| 2017 | 1 500 000      | 4 100                      | 60               |
| 2018 | 1 130 000      | 3 100                      | 80               |
| 2019 | 1 390 000      | 3 800                      | 77               |
| 2020 | 1 460 000      | 4 000                      | 43               |
| 2021 | 1 900 000      | 5 200                      | 37               |
| 2022 |                | 7 700                      | 38               |

## Infrastruktura
Jest jedną z trzech stacji w Gdyni, które obsługują również ruch regionalny, nie wykonywany przez SKM. Stacja posiada jedno przejście podziemne, łączące wszystkie perony i plac Dworcowy od południa z ulicą Orzechową na północy. Na stacji znajdują się kasowniki i tablice informacyjne z rozkładem jazdy SKM, a także automat biletowy i kiosk, w którym również można nabyć bilety. Przy placu Dworcowym, niedaleko wejścia do tunelu, znajduje się kasa biletowa SKM i PKP z rozkładem pociągów SKM i osobowych.
W godzinach szczytu jest to stacja końcowo-początkowa dla części kolejek SKM odjeżdżających w kierunku Gdańsk Główny. W 2014 zakończono modernizację dalekobieżnej części stacji. W 2017 roku rozpoczął się remont peronu 1 obsługiwanego przez Szybką Kolej Miejską, planowana jest też przebudowa placu Dworcowego i budowa pod nim podziemnego parkingu na 140 samochodów i 48 rowerów (szacowany koszt: 40 mln zł). W ogłoszonym w 2018 przez miasto przetargu złożono tylko jedną ofertę (Budimex) o wartości ponad 60,5 mln zł, wobec przewidzianego przez inwestora budżetu w wysokości 30,9 mln zł. W drugim przetargu, ogłoszonym w 2019, złożono 3 oferty (Budimex – 65,3 mln zł, Warbud – 54 mln zł i konsorcjum Roverpol i Rover Infraestructura – 45,7 mln zł) i ponownie najtańsza oferta okazała się o 10 mln droższa od wartości zamówienia oszacowanej przez zamawiającego, jednak tym razem Urząd Miasta zdecydował się na realizację inwestycji i we wrześniu 2019 podpisał umowę z wykonawcą. Realizacja inwestycji o całkowitej wartości 88,4 mln zł miała pierwotnie zakończyć się do końca 2020 roku, a następnie jesienią 2021, jednak z uwagi na wadliwe wykonanie parkingu podziemnego termin ten uległ kolejnemu przesunięciu, tym razem na koniec maja 2022.

## Historia

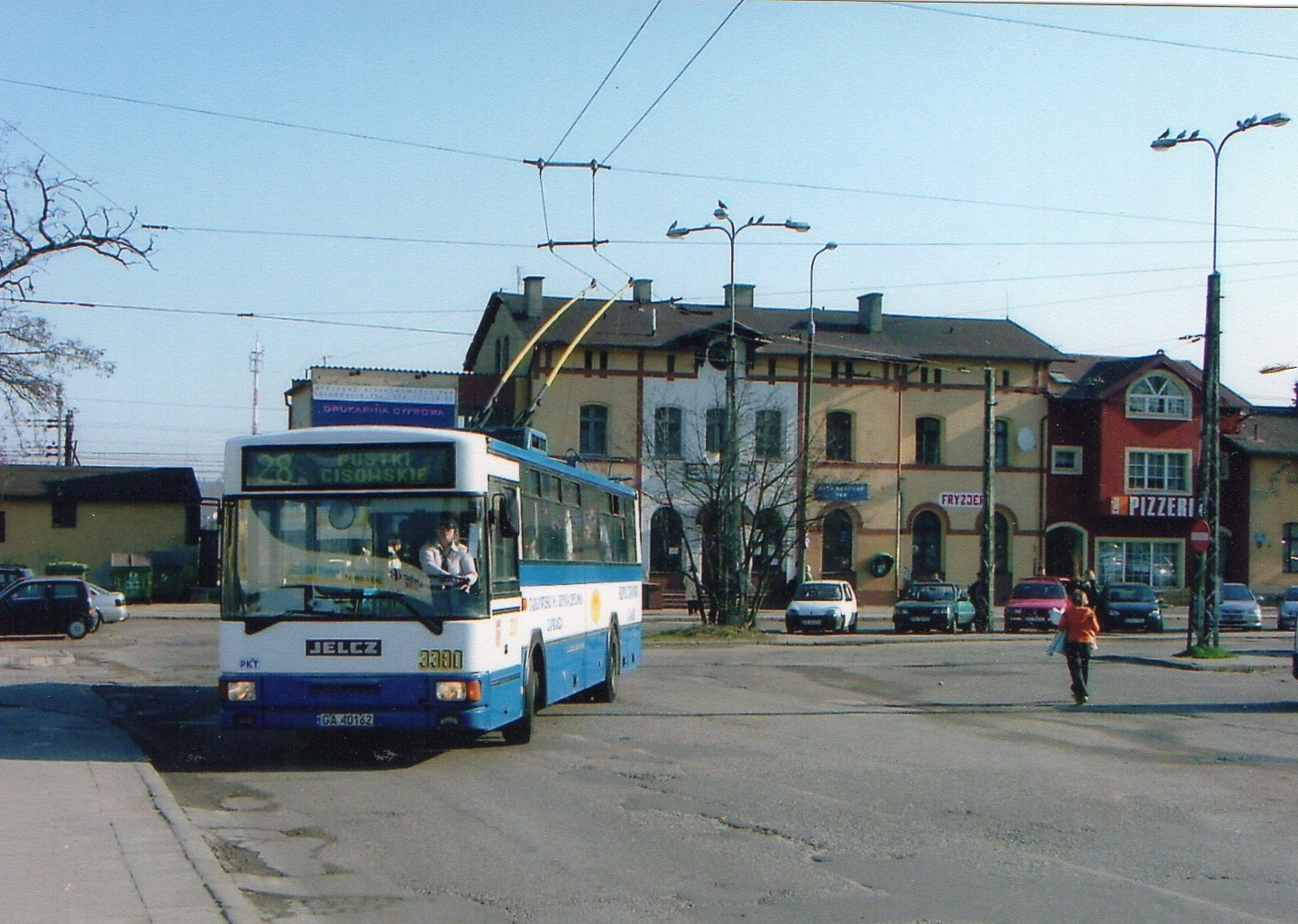
Plac Dworcowy i dworzec

W 1948 r. w pobliżu dworca funkcjonariusze Urzędu Bezpieczeństwa aresztowali dowódcę ZWZ i AK, generała Antoniego Hedę ps. "Szary". Wydarzenie upamiętnia umieszczona na ścianie budynku tablica, odsłonięta 11 października 2010 r.

## Obiekty w pobliżu
- Urząd Pocztowy Gdynia 4
- Węzeł komunikacji autobusowej i trolejbusowej.